# 朴春燮
朴春燮（韓語：박춘섭；1960年—），大韩民国政治人物，曾任總統秘書室首席經濟增長秘書官，政府調撥局長。